# Ничеговка (Волынская область)
Ничего́вка (укр. Нічогівка) — село в Колковской поселковой общине Луцкого района Волынской области Украины.
До 2020 года входило в Маневичский район.
Код КОАТУУ — 0723683503. Население по переписи 2001 года составляет 514 человек. Почтовый индекс — 264833. Телефонный код — 3376. Занимает площадь 14640 км².